# Штейман, Израиль Соломонович
Израиль Соломонович Штейман (фамилия при рождении: Штейнман. 2 ноября 1901 — 16 сентября 1983, Харьков) — советский дирижер, педагог, заслуженный артист УССР, профессор.

## Биографические сведения
В 1928 году окончил Днепропетровский музыкальный техникум с правами вуза по классам скрипки и дирижирования.
В 1925—1926 — концертмейстер Днепропетровского симфонического оркестра.
В 1927—1930 — музыкальный руководитель и дирижер Днепропетровского государственного театра им. Т. Шевченко.
В 1930—1931 — музыкальный руководитель и дирижер Ленинградского государственного украинского музыкально-драматического театра «Октябрь».
В 1932—1941 — дирижер Днепропетровского государственного театра оперы и балета. Одновременно с 1934 — преподаватель и руководитель оперного и симфонического классов Днепропетровского музыкального училища.
В 1941—1944 (в эвакуации) — дирижёр Объединенного Одесского и Днепропетровского государственного театра оперы и балета в Красноярске.
В 1944—1982 — дирижер Харьковского государственного академического театра оперы и балета им. Н. В. Лысенко.
В 1950—1953 — руководитель оперного класса Харьковского музыкального училища.
С 1947 до конца жизни преподавал в Харьковской консерватории (Институте искусств). С 1947 — старший преподаватель, в 1966—1968 и 1973—1979 — заведующий кафедрой оперной подготовки, с 1968 — доцент, с 1982 — профессор-консультант кафедры оперной подготовки.
Среди учеников — народные артисты СССР Н. Ткаченко, Н. Манойло, Т. Алешина, Н. Суржина, народные артисты Украины В. Арканова, Л. Соляник, народные артистки России Л. Сергиенко, И. Журина, заслуженные артисты Украины В. Тришин, А. Резилова, М. Олейник, Ю. Данильчишин.

## Награды и звания
- Медаль «За доблестный труд в Великой Отечественной войне» (1945).
- Заслуженный артист УССР (1947).
- профессор (1978).

## Семья
Жена: Коноплёва, Евгения Алексеевна, хормейстер, заслуженный деятель искусств УССР, профессор.